# تومكينز
 تومكينز ( بالانجليزية : Tomkins plc) هي شركة هندسة متعددة الجنسيات مقرها في لندن ، المملكة المتحدة. في يوليو 2014، اتفقت مجموعة بلاكستون ، أكبر شركة استحواذ في العالم ، على الاستحواذ على شركة جيتس ، أكبر قسم لشركة تومكينز بي إل سي من أونكس كورب. (OCX) ومجلس الاستثمار الكندي لخطة المعاشات التقاعدية مقابل 5.4 دولار مليار.

## روابط خارجية
- الموقع الرسمي